# سام بن وردنرز
سام بن وردنرز هو أول حاكم لأتابكة سلالة يزد من عام 1141 إلى عام 1188.
عُيِّن سام أتابكًا على يد أحمد سنجر في عام 1141، حيث تزوج إحدى بنات الكاكوي قرشاشب الثاني. وُصف بأنه حاكم ضعيف، وفي عام 1188 حل محله شقيقه الأكثر كفاءة لنجر بن وردنرز. توفي سام لاحقًا في عام 1193.